# Station Borne
Station Borne (afkorting: Bn) in het Overijsselse Borne werd op 18 oktober 1865 geopend aan de toen nieuwe lijn Almelo – Oldenzaal – Salzbergen. Het station bestond uit twee perrons aan weerszijden van de spoorlijn en een klassiek stationsgebouw, dat bestond uit een hoog middendeel met twee identieke, lagere vleugels.
Dit gebouw werd in 1975 vervangen door een stationsgebouw van het standaardtype Beilen. Ook werd er een nieuw eilandperron aangelegd. Het loket en de wachtruimte in het gebouw werden in 1999 gesloten. Van 2003 tot en met 2013 was er een pizzeria in het stationsgebouw gevestigd en tegenwoordig een koffiebranderij, waar ook broodjes en meeneem-maaltijden worden verkocht. 

## Treinverbindingen
In de dienstregeling van 2025, die is ingegaan vanaf 15 december 2024, stoppen de volgende treinseries in Borne:
| Serie      | Treinsoort        | Route                                                      | Bijzonderheden                      |
| ---------- | ----------------- | ---------------------------------------------------------- | ----------------------------------- |
| 7000       | Sprinter (NS)     | Apeldoorn – Deventer – Almelo – Borne – Hengelo – Enschede | Rijdt in de spits van/naar Enschede |
| 7900 RS 23 | Sprinter (Keolis) | Zwolle – Almelo – Borne – Hengelo – Enschede               | Onderdeel van Blauwnet              |

Bij thuiswedstrijden van FC Twente rijden er supporterstreinen als stoptrein tussen Rijssen en Enschede en rijden de reguliere treinen met meer capaciteit.
Sinds december 2009 reed treinserie 7900 tijdelijk niet verder dan station Nijverdal in verband met de aanleg van een spoortunnel in Nijverdal. Op 1 april 2013 is deze verbinding hersteld.

## Busverbindingen
Het station wordt door de volgende busdiensten aangedaan:
| Lijn | Route                                | Maatschappij | Soort     |
| ---- | ------------------------------------ | ------------ | --------- |
| 51   | Almelo - Borne - Hengelo             | Arriva       | Streekbus |
| 592  | Borne - Hertme - Saasveld - Weerselo | Arriva       | Buurtbus  |

## Ontwikkeling aantal reizigers
Het aantal door NS vervoerde reizigers (per gemiddelde werkdag) ontwikkelde zich sedert 2019 als volgt:
| Jaar | Aantal reizigers |
| ---- | ---------------- |
| 2019 | 334              |
| 2020 | 151              |
| 2021 | 168              |
| 2022 | 223              |
| 2023 | 286              |
| 2024 | 297              |

## Afbeeldingen

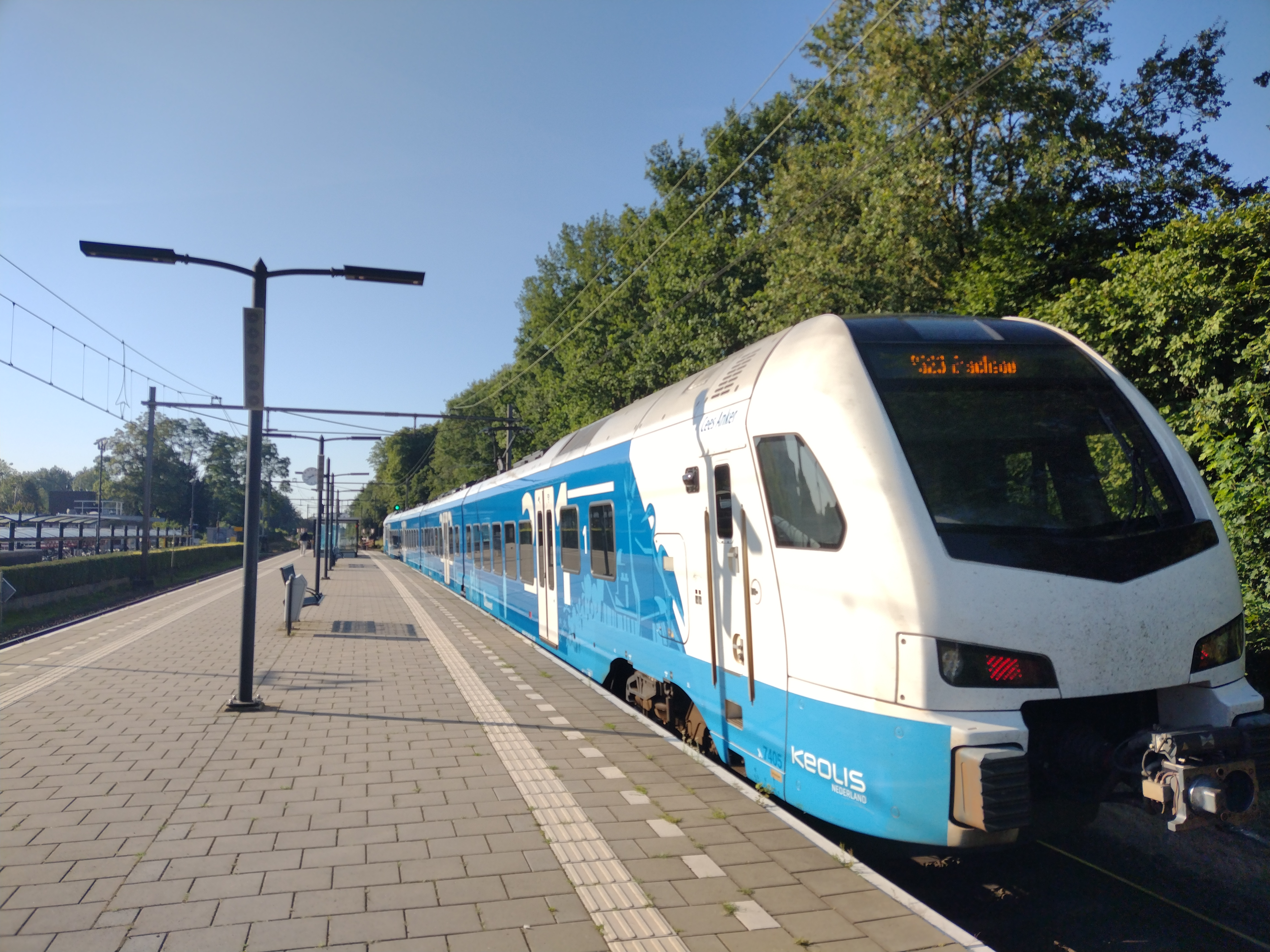
Keolis FLIRT op het station
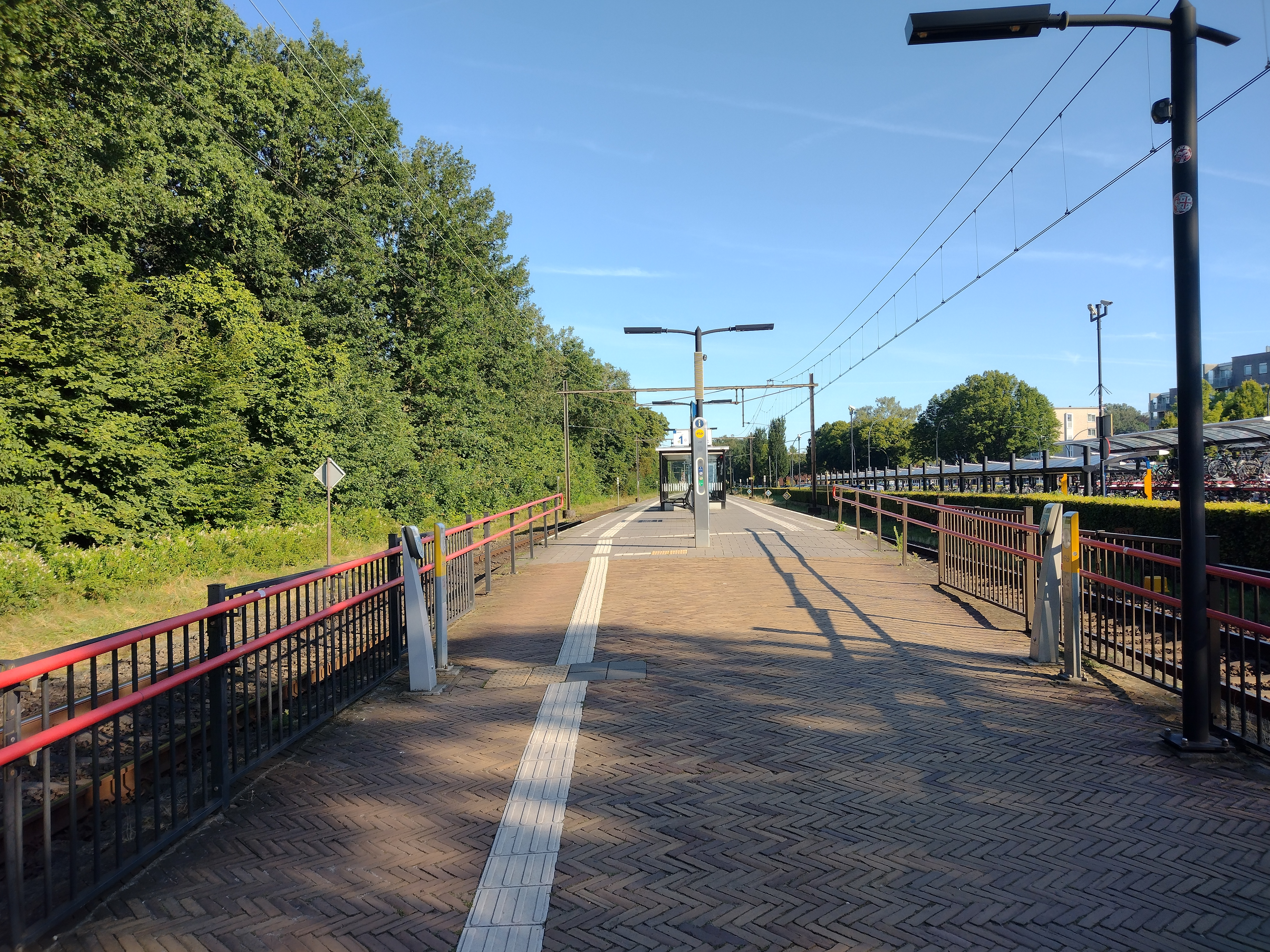
Perron
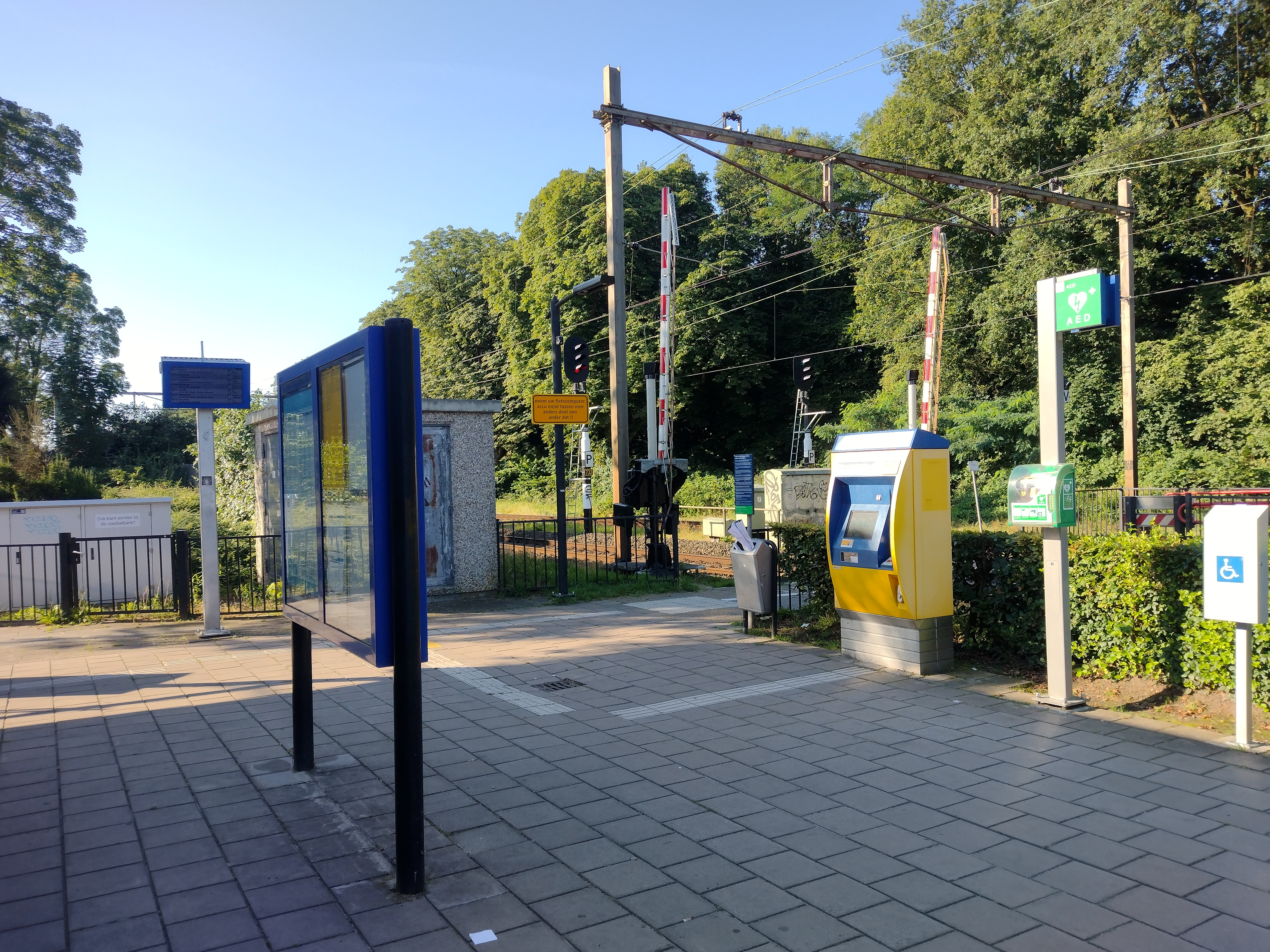
Kaartautomaat en vertrekstaat

0,8: Almelo ·
2,7: Almelo de Riet ·
7,1: Zenderen ·
10,1: Borne ·
15,4: Hengelo ·
Hengelo GOLS ·
17,2: Hengelo Oost ·
26,2: Oldenzaal ·
16,7: Gildehaus ·
13,7: Bad Bentheim ·
Bad Bentheim Nord ·
9,3: Schüttorf ·
0,0: Salzbergen
Almelo · 
-De Riet · 
Borne · 
Daarlerveen · 
Dalfsen · 
Delden · 
Deventer · 
-Colmschate · 
Enschede · 
-De Eschmarke · 
-Kennispark · 
Glanerbrug · 
Goor · 
Gramsbergen · 
Hardenberg · 
Heino · 
Hengelo · 
-Gezondheidspark ·
-Oost · 
Holten · 
Kampen · 
-Zuid ·
Mariënberg · 
Nijverdal · 
Oldenzaal ·
Olst · 
Ommen · 
Raalte ·
Rijssen · 
Steenwijk · 
Vriezenveen · 
Vroomshoop · 
Wierden · 
Wijhe · 
Zwolle · 
-Stadshagen
Stations van de Museum Buurtspoorweg:
Haaksbergen · Zoutindustrie · Boekelo

Voormalige stations: zie de lijst van voormalige spoorwegstations in Overijssel